# Kurt Müller (Radsportler)

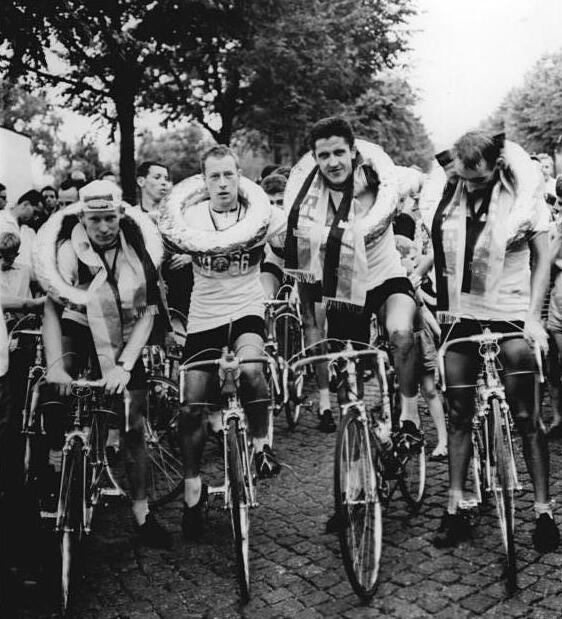
Von links Axel Peschel, Kurt Müller, Lothar Appler, Eberhard Butzke

Kurt Müller (* 22. Mai 1938 in Nauen; † 26. Mai 2022 in Byhleguhre) war ein deutscher Radrennfahrer und nationaler Meister im Radsport.

## Sportliche Laufbahn
Sein erster Verein war die BSG Stahl Hennigsdorf, in der er 1952 mit dem Radsport begann. Mehr als 20 Siegerschleifen konnte „Kutte“ von Jugendrennen mit nach Hause bringen. Er bestritt Straßenrennen, Bahnrennen und Querfeldeinrennen gleichermaßen erfolgreich. Seit 1958 startete er für den SC Dynamo Berlin. Sein zweiter Platz bei Rund um Berlin 1958 hinter dem siegreichen Rudi Kirchhoff war ein erster großer Achtungserfolg. Zudem gewann er in jenem Jahr das traditionsreiche Rennen Berlin–Angermünde–Berlin. Ab 1959 war Müller Mitglied der Nationalmannschaft der DDR. Seinen ersten internationalen Einsatz hatte er 1959 bei der Rumänien-Rundfahrt, die er als Fünfter beendete. Ein Jahr später gewann er die Ägypten-Rundfahrt. Er startete auch bei der Schweden-Rundfahrt, der Tunesien-Rundfahrt und der Marokko-Rundfahrt. Bei seinen Starts in der DDR-Rundfahrt war der 4. Rang 1961 mit einem Etappensieg seine beste Platzierung. Müller siegte bei der DDR-Meisterschaft 1961 bis 1964 und 1966 im Mannschaftszeitfahren mit dem SC Dynamo Berlin (1965 war er Vize-Meister). Von den traditionsreichen DDR-Straßenrennen konnte er 1960 den Grenzland-Preis gewinnen. 1963 siegte er beim längsten Straßenrennen der DDR Berlin–Cottbus–Berlin. 1964 folgte der Sieg bei Rund um Sebnitz, das ein Jahr zuvor Eddy Merckx gewonnen hatte.